# Richard Dawkins

Firma di Dawkins

Clinton Richard Dawkins (Nairobi, 26 marzo 1941) è un etologo, biologo, divulgatore scientifico, saggista e attivista britannico, considerato uno dei maggiori esponenti dell'epoca contemporanea dell'evoluzionismo nonché del nuovo ateismo.

## Biografia
Richard Dawkins è nato a Nairobi, in Kenya, il 26 marzo 1941, da una famiglia inglese. Il padre si era trasferito in Africa durante la seconda guerra mondiale per servire nelle forze alleate. Nel 1949 la famiglia Dawkins tornò in Inghilterra. Dawkins ha studiato all'Università di Oxford, laureandosi nel 1962 in Biologia e svolgendo poi il dottorato di ricerca insieme all'etologo olandese Nikolaas Tinbergen (meglio noto come Niko Tinbergen). Trasferitosi negli Stati Uniti, dal 1967 al 1969 è stato assistente nel dipartimento di zoologia della facoltà di Biologia all'Università di Berkeley (California). Nel 1970 è divenuto professore universitario (lecturer) di zoologia all'Università di Oxford.
La sua prima opera di divulgazione scientifica fu Il gene egoista (The Selfish Gene, pubblicato nel 1976 e in seguito rivisto e aggiornato nel 1989). Il grande successo nel settore della divulgazione dei temi della teoria dell'evoluzione lo ha condotto, nel 1995, a diventare titolare della prima cattedra di Public Understanding of Science a Oxford. Dal 1997 divenne anche membro della Royal Society of Literature. 
Dawkins si è sposato tre volte: con Marian Stamp (dal 1967 al 1984), Eve Barham (nel 1984) e Lalla Ward (dal 1992 al 2016), attrice e artista che ha curato le illustrazioni per alcuni suoi libri. I due sono stati presentati da un amico comune, lo scrittore britannico Douglas Adams, molto apprezzato negli ambienti scientifici. Dawkins ha una figlia, Juliet Emma (1984), dalla seconda moglie.
Nel febbraio 2016 Dawkins ha subito un ictus con una leggera emorragia cerebrale, mentre era nella sua casa; ad aprile ha spiegato che il malore gli ha lasciato lievi difficoltà di coordinazione.

## I primi saggi scientifici

### Il gene egoista(1976)
Dawkins è noto al grande pubblico in particolare per l'opera di divulgazione della sua visione dell'evoluzione basata sulla nozione dell'"egoismo del gene", esposta nel suo libro più noto, Il gene egoista. La visione di Dawkins mantiene un impianto evoluzionista e identifica nel gene, anziché nell'organismo individuale, il soggetto principale della selezione naturale che conduce il processo evolutivo. Dawkins, infatti, afferma che:
«L'unità fondamentale della selezione, e quindi dell'egoismo, non è né la specie né il gruppo e neppure, in senso stretto, l'individuo, ma il gene, l'unità dell'ereditarietà».
Aggiunge inoltre:
«[riferendosi a studiosi a lui precedenti, ndr] (...) Sono partiti dal presupposto che la cosa più importante dell'evoluzione fosse il bene della specie (o del gruppo) invece che il bene dell'individuo (o del gene)».
L'argomentazione principale di Dawkins non riguarda comunque la confutazione della selezione di gruppo, già rifiutata dalla maggior parte dei biologi al momento della pubblicazione del libro, quanto piuttosto l'introdurre una nuova visuale nella comprensione dell'evoluzione, il punto di vista del gene, invece che dell'individuo. Dawkins sottolinea comunque che questa interpretazione non deve intendersi come un mutamento di paradigma rispetto al darwinismo classico (che guarda all'individuo come unità di selezione della selezione naturale), ma come a un punto di vista del darwinismo visto in prospettiva gene-centrica. Dawkins precisa che con il termine egoismo non intende affermare che i geni abbiano una volontà propria, ma solo che l'effetto dei geni negli individui che li ospitano è quello di determinare delle strutture fisiche o dei comportamenti che aumentano la probabilità che il gene si replichi e che aumenti la sua frequenza nella popolazione genetica. La posizione di Dawkins è stata fortemente contestata dagli americani Niles Eldredge e Stephen Jay Gould estensori della teoria degli equilibri punteggiati, ma anche dal genetista Richard Lewontin.

### L'orologiaio cieco(1986)
Il proposito di Dawkins per questa opera è spiegato nella prefazione:
(Richard Dawkins, L'orologiaio cieco)
Dawkins intende mostrare l'evoluzione come alternativa intellettualmente economica rispetto al disegno intelligente.
(Richard Dawkins, L'orologiaio cieco)

### Il fiume della vita(1995)

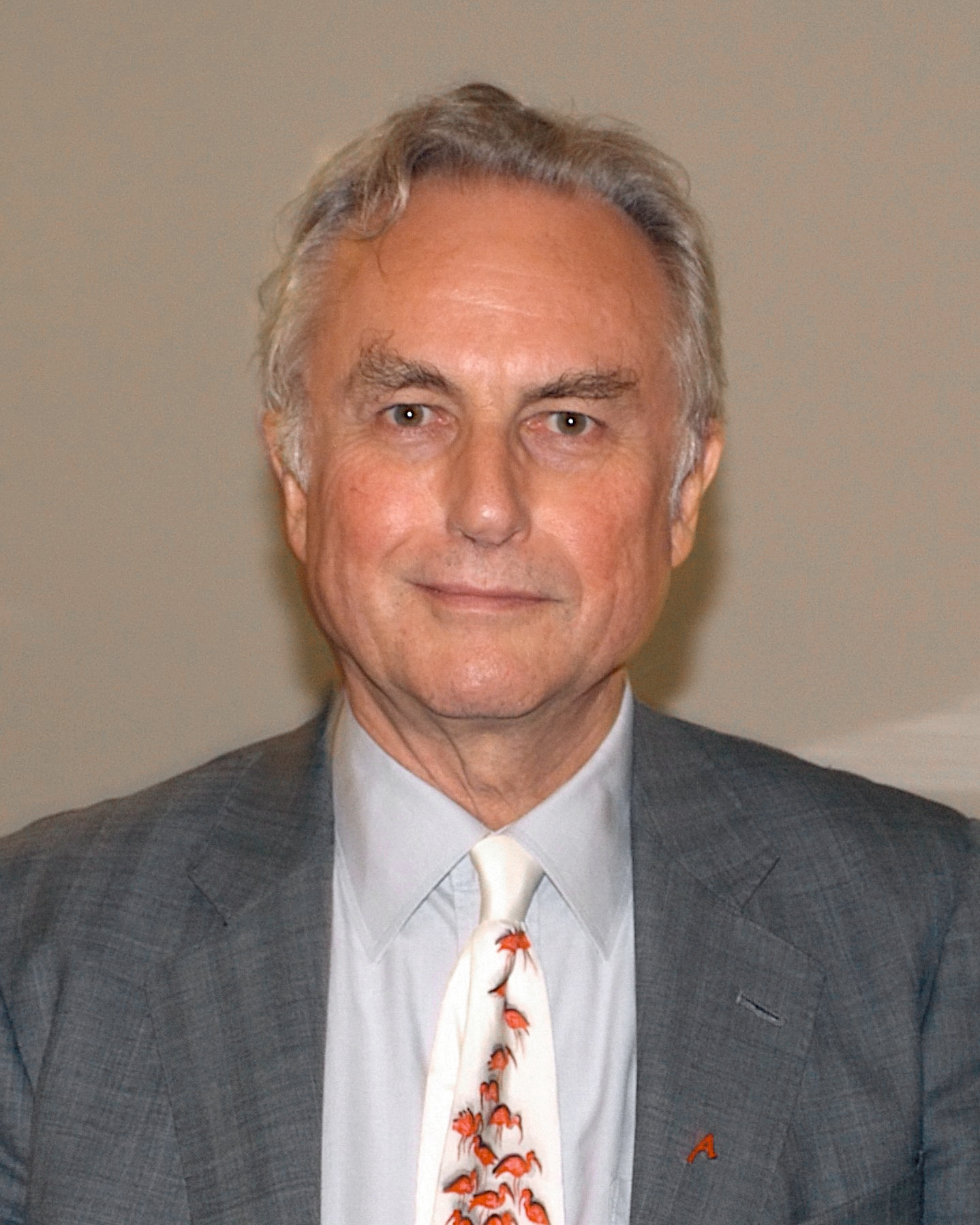
Richard Dawkins, 2010

Il sottotitolo dell'edizione italiana recita Cos'è l'evoluzione?. Dawkins si propone infatti di far conoscere al lettore i vari aspetti della teoria evolutiva. Mostrando come a suo parere l'ipotesi di un disegno intelligente sia incompatibile con le evidenze scientifiche.
Il ghepardo indica in ogni dettaglio di essere stato superbamente progettato per qualche scopo, e dovrebbe essere abbastanza facile studiarlo applicando la progettazione inversa per comprendere la sua funzione di utilità. Il ghepardo sembra fatto apposta per uccidere la gazzella. I denti, gli artigli, gli occhi, il naso, la muscolatura degli arti, la colonna vertebrale e il cervello di questo predatore sono tutti come potremmo aspettarci se lo scopo di Dio nel progettarlo fosse stato quello di massimizzare le morti tra le gazzelle. Ma se applichiamo la progettazione inversa allo studio della gazzella troviamo evidenze ugualmente impressionanti dello scopo diametralmente opposto: la sopravvivenza delle gazzelle e la morte dei ghepardi per fame. È come se il ghepardo fosse stato progettato da una divinità e la gazzella da una divinità rivale. In alternativa, se vi è un solo Creatore che ha fatto la tigre e l'agnello, il ghepardo e la gazzella, qual è il Suo gioco? È un sadico che si diverte ad assistere a spettacoli cruenti? Cerca di scongiurare la sovrappopolazione tra i mammiferi africani? Oppure ha interesse a mantenere alta l'audience dei documentari naturalistici di David Attenborough? Tutte queste supposizioni sono funzioni di utilità del tutto plausibili. All'atto pratico, ovviamente, sono del tutto false.»
(Richard Dawkins, Il fiume della vita)

## Pensiero

### Visione "gene-centrica" della vita
L'idea che il gene agisca in ogni modo possibile al fine della propria sopravvivenza, conducendo gli esseri viventi e quindi l'uomo a divenire un "veicolo", o meglio «macchine da sopravvivenza, robot semoventi programmati ciecamente per conservare quelle molecole egoiste note col nome di geni», porta Dawkins alla conclusione di carattere etico-esistenziale secondo cui «sia l'egoismo che l'altruismo si spiegano attraverso la legge fondamentale (...) del gene egoista». Nonostante quest'affermazione, egli evidenzia come il suo intento non sia quello di far propaganda a una moralità basata unicamente sulla legge del gene, ma offrire oltre ad una chiave di lettura dell'evoluzionismo, una del mondo e dell'uomo, conscio che la «filosofia e le materie così dette "umanistiche" vengono ancora insegnate come se Darwin non fosse mai esistito...». Le affermazioni di Dawkins hanno dato vita a discussioni, molte delle quali tuttora aperte. Tra i più noti oppositori scientifici di Dawkins nel campo dell'evoluzionismo darwiniano vi sono stati Stephen Jay Gould, e Richard Lewontin e Niles Eldredge. I primi due hanno contestato Dawkins bollando come riduzionismo inaccettabile la sua visione della vita basata sui geni. Dawkins ha anche difeso alcune controverse affermazioni del genetista James Dewey Watson, riguardo all'eugenetica, sostenendo che fosse stata travisata.

### Religione

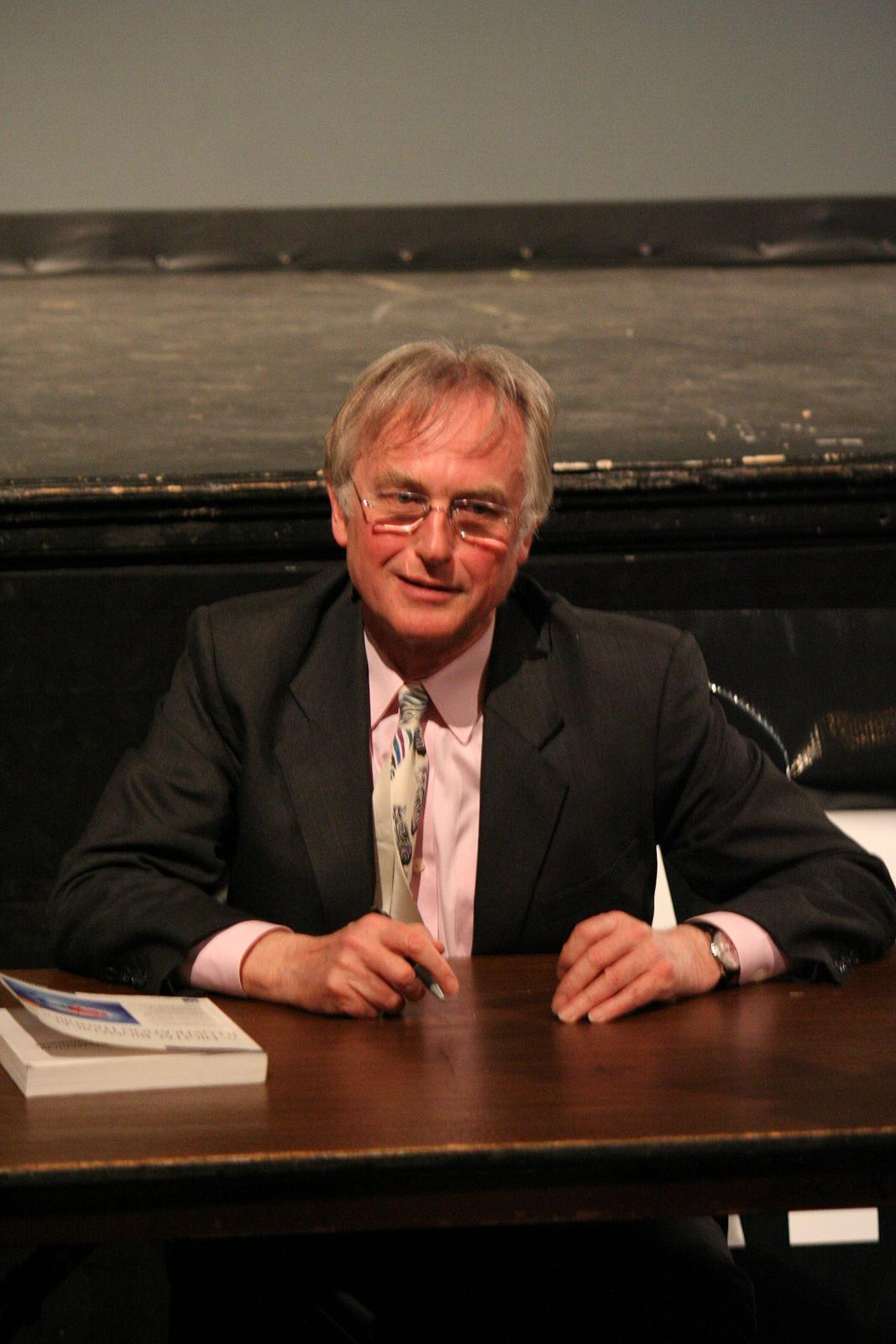
Dawkins a Austin nel 2008

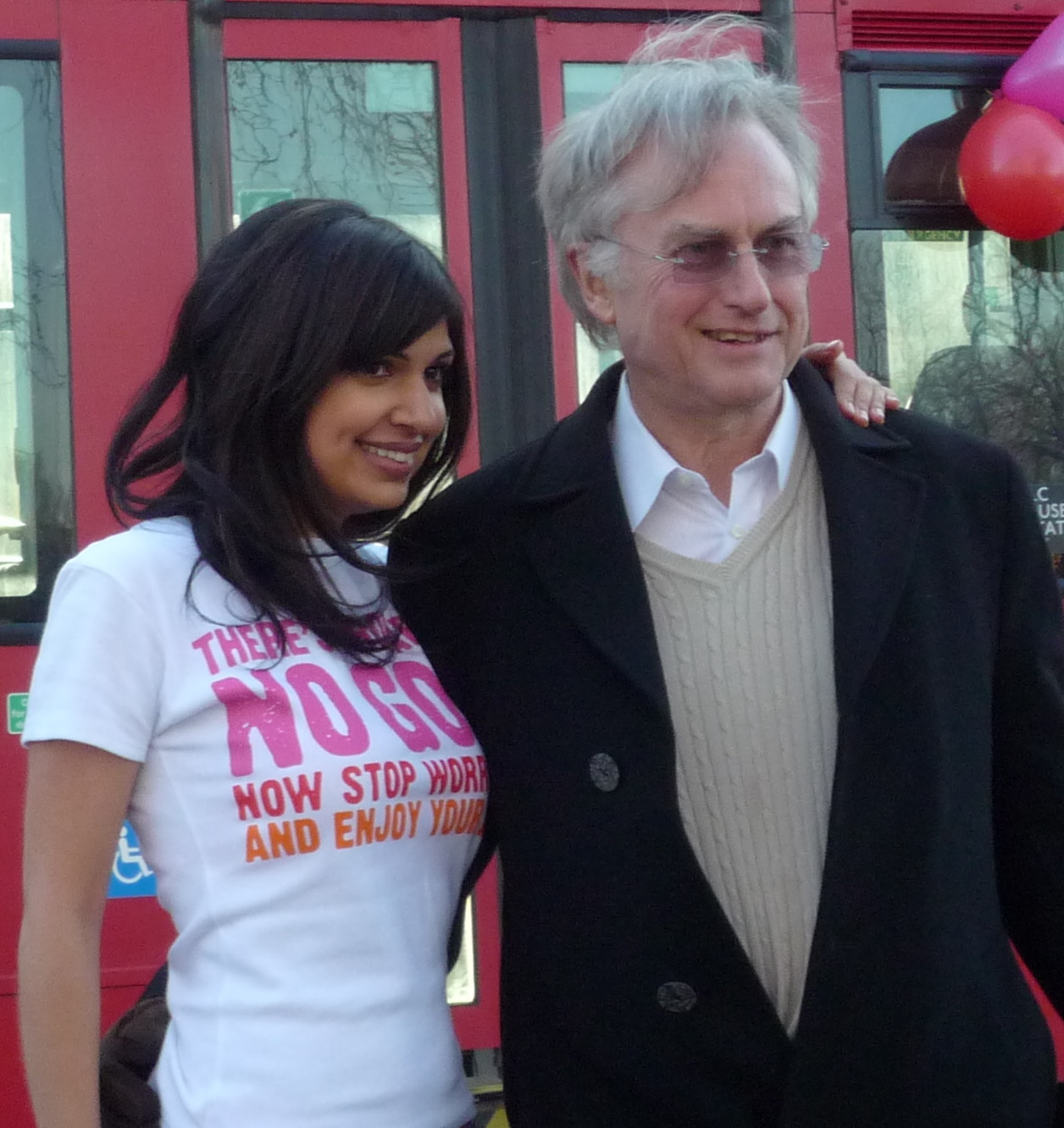
Dawkins e Ariane Sherine lanciano la campagna degli autobus atei nel 2008

Dawkins è dichiaratamente ateo, membro onorario della National Secular Society, vicepresidente della British Humanist Association e illustre sostenitore della Humanist Society of Scotland. Nell'articolo i Virus della mente (dal quale è nato il termine ammalato di fede), suggerisce che la teoria dei memi può spiegare il fenomeno della religione e di alcune caratteristiche comuni in molte religioni, quale l'idea che i non credenti saranno puniti. Nel libro L'illusione di Dio propone diverse ipotesi evoluzionistiche che potrebbero aver portato alle credenze religiose; una delle più sostenute è quella che vede la religione come un prodotto indiretto di processi cognitivi giovanili che persistono nella fase adulta, cioè il corrispondente psicologico della neotenia biologica.
Nel 2003, l'Atheist Alliance International ha istituito il Richard Dawkins Award in suo onore.
Dawkins afferma che il proprio ateismo è la logica estensione della sua comprensione dell'evoluzione e che la religione è incompatibile con la scienza. Ne L'Orologiaio Cieco, del 1986, Dawkins ha affermato:
Dawkins è anche uno dei più noti esponenti del movimento Bright, che promuove una visione del mondo e un'etica naturalistica, priva di elementi sovrannaturali e mistici. Nel 2006 ha pubblicato il libro L'illusione di Dio (The God Delusion) che ha suscitato accese discussioni per le radicali prese di posizione contro le religioni e che lo hanno reso uno dei libri più letti nel periodo a cavallo tra il 2006 e il 2007. Nel 2012, in un pubblico dibattito con l'Arcivescovo di Canterbury, Rowan Williams, Primate della Chiesa anglicana, gli è stata attribuita l'affermazione di considerarsi agnostico piuttosto che del tutto ateo. Viceversa, ha confermato quanto da lui precedentemente espresso nel suo L'illusione di Dio, ossia di considerarsi un ateo de facto.
Ha tuttavia dichiarato di apprezzare alcuni sentimenti del cristianesimo spogliati della dimensione religiosa: 
La scala di Dawkins
Dawkins ha elaborato una scala per definire il livello di credenza teistica e di ateismo di ognuno, definito "scala di Dawkins" o "spettro di probabilità teistica" (questa la definizione data da lui stesso). I primi tre livelli sono i più diffusi tra i credenti, il quarto è la via di mezzo equidistante, il quinto è il primo livello della noncredenza, mentre sesto e settimo sono i più diffusi tra coloro che si dichiarano atei. I livelli della scala, o "pietre miliari", sono:
1. Teista forte: 100% di probabilità di Dio, come nelle parole di Carl Gustav Jung ("io non credo, io so").
2. Probabilità molto alta ma non 100%: un teista di fatto ("Non posso saperlo per certo, ma credo fermamente in Dio e vivo la mia vita nell'assunzione che lui esista").
3. Più del 50% ma non molto alta: tecnicamente agnostico ma propende verso il teismo ("sono molto incerto, ma tendo a credere in Dio").
4. Esattamente 50%. Completamente agnostico e imparziale ("L'esistenza e l'inesistenza di Dio sono esattamente equiprobabili").
5. Meno del 50% ma non molto bassa: tecnicamente agnostico ma incline all'ateismo ("non so se Dio esista ma tendo ad essere scettico"), come nel cosiddetto ateismo debole, l'ateo che ha difficoltà a dimostrarlo.
6. Probabilità molto bassa, vicina allo zero: un ateo di fatto ("non posso saperlo per certo ma credo che Dio sia molto improbabile, e vivo la mia vita nell'assunzione che lui non esista)", come nell'ateismo agnostico, ossia l'ateo che è convinto di ciò, ma non può dimostrarlo e si astiene dal giudizio (come Bertrand Russell, che si definiva "filosoficamente agnostico e praticamente ateo").
7. Ateo forte ("So che non esiste nessun Dio, con la stessa convinzione con cui Jung sa che ce n'è uno").

Dawkins si identifica nel livello 6, o meglio, come ha precisato, a circa 6,9.

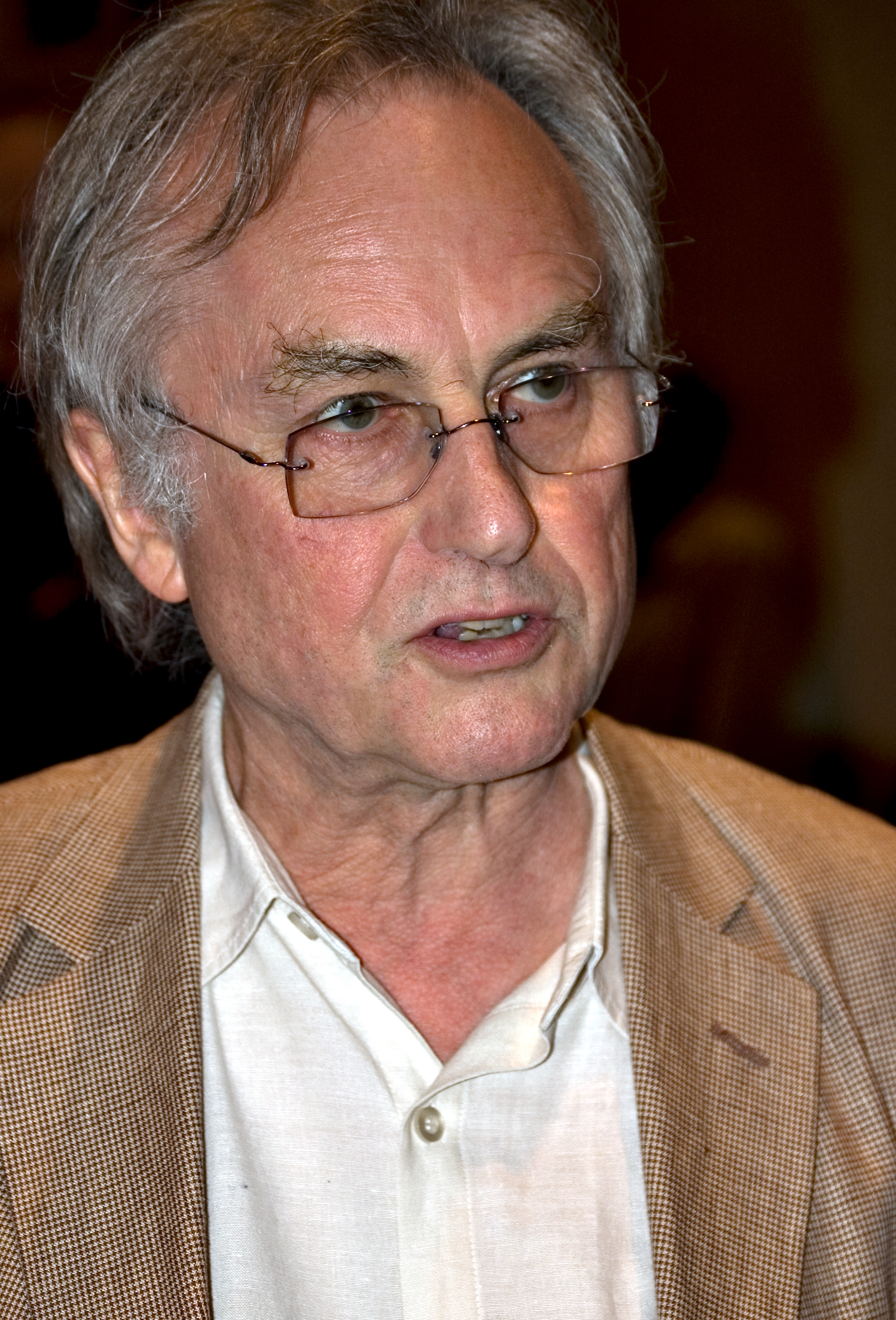
Dawkins alla 35ª Convention degli Atei Americani (2009)

### Altro
Nel 2014 è protagonista di una forte polemica scatenata dopo un suo tweet su come abortire un feto down sia segno di altruismo. Dawkins si identifica come un sostenitore del femminismo e dei diritti LGBT, tuttavia alcune critiche sono venute anche da questi gruppi per alcune sue dichiarazioni.

## Cultura di massa
- Dawkins, doppiato da se stesso, è apparso in episodio de I Simpson (stagione 24), intitolato Un occhio nero, a capo dell'inferno personale del religiosissimo Ned Flanders, in quanto "famoso ateo".
- Compare nel dodicesimo (Viaggio nel futuro) e tredicesimo (Viaggio nel futuro... e ritorno) episodio della decima stagione della serie animata South Park.
- Viene nominato talvolta ne I Griffin: il suo libro L'illusione di Dio è uno dei preferiti di Brian.
- Nel 2008 appare brevemente nel dodicesimo episodio della quarta stagione del telefilm Doctor Who, interpretando se stesso mentre commenta, in uno studio televisivo, l'apparizione nel cielo di 26 pianeti.
- Nel 2015 per l'album Endless Forms Most Beautiful dei Nightwish, ha prestato la voce per due parti parlate nella prima e nell'ultima canzone dell'album, parlando sinteticamente delle sue idee. In particolare nell'ultima canzone The Greatest Show On Earth, che è anche il titolo di uno dei suoi libri.

## Premi
- 1987:
  - premio della Royal Society of Literature per il libro L'orologiaio cieco (The blind watchmaker)
  - premio letterario del Los Angeles Times per lo stesso libro
  - premio Sci-Tech per il miglior programma scientifico televisivo (per una serie di documentari basati sull'Orologiaio cieco)
- 1989: medaglia d'argento della Zoological Society of London.
- 1990: premio della Royal Society Michael Faraday per l'impegno nella divulgazione scientifica
- 1994: premio Nakayama per le scienze umane
- 1996: nominato umanista dell'anno
- 1997: premio della International Cosmos
- 2007: nominato "Autore dell'Anno" da Galaxy British Book Awards per il libro The God Delusion

## Opere

### Libri
- Il gene egoista (The Selfish Gene, 1976-1989), Arnoldo Mondadori Editore ISBN 88-04-39318-1
- Il fenotipo esteso (The Extended Phenotype, 1982), Zanichelli ISBN 88-08-06022-5 (fuori catalogo)
- L'orologiaio cieco (The Blind Watchmaker, 1986), Arnoldo Mondadori Editore ISBN 88-04-51279-2
- Il fiume della vita (River Out of Eden, 1995), Sansoni ISBN 88-383-1677-5; BUR ISBN 978-88-17-02060-2
- Alla conquista del monte improbabile (Climbing Mount Improbable, 1996), Arnoldo Mondadori Editore ISBN 88-04-51751-4
- L'arcobaleno della vita (Unweaving the Rainbow, 1998), Arnoldo Mondadori Editore ISBN 88-04-50151-0
- Il cappellano del Diavolo (A Devil's Chaplain, 2003), Raffaello Cortina Editore ISBN 88-7078-908-X [raccolta di articoli]
- Il racconto dell'antenato. La grande storia dell'evoluzione (The Ancestor's Tale: A Pilgrimage to the Dawn of Evolution, 2004. Seconda edizione unicamente in inglese con Yan Wong, 2016), Arnoldo Mondadori Editore ISBN 88-04-56000-2
- L'illusione di Dio (The God Delusion, 2006), Arnoldo Mondadori Editore ISBN 88-04-57082-2
- Il più grande spettacolo della Terra. Perché Darwin aveva ragione (The Greatest Show on Earth: The Evidence for Evolution, 2009), Arnoldo Mondadori Editore ISBN 88-04-59552-3
- La realtà è magica: cosa sappiamo davvero del mondo che ci circonda (The Magic of Reality: How We Know What's Really True, 2011), Arnoldo Mondadori Editore ISBN 978-88-04-62311-3
- An Appetite for Wonder: The Making of a Scientist, 2013, Ecco Press (Regno Unito e USA), autobiografia (primo volume), in inglese (non esiste ad oggi un'edizione italiana). ISBN 978-0-06-228715-1
- Brief Candle in the Dark: My Life in Science, 2015, Ecco Press (Regno Unito e USA), autobiografia (secondo volume), in inglese (non esiste ad oggi un'edizione italiana). ISBN 978-0062288431
- Science in the Soul: Selected Writings of a Passionate Rationalist, 2017, Bantam Press, raccolta di articoli, in inglese (non esiste ad oggi un'edizione italiana). ISBN 978-0593077504
- Diventare più grandi di Dio. Una guida all'ateismo per principianti (Outgrowing God: A Beginner’s Guide), 2019, Arnoldo Mondadori Editore. ISBN 9788804708278.
- Voli di fantasia. Una sfida alla gravità (Flights of Fancy: Defying Gravity by Design and Evolution), 2022, Arnoldo Mondadori Editore. ISBN 9788804749028

### Lista parziale di articoli
- Il gioco dell'evoluzione, in Sfera n. 4 (1989)
- Il paese dei Biomorfi, in Sfera n. 4 (1989)
- Principe: ci ripensi, in Scienza e Paranormale n. 32, (luglio/agosto 2000)[33]
- La natura: un universo di indifferenza,[34] in Le Scienze n. 329 (gennaio 1996)
- Lamento funebre per Douglas Adams, in Il salmone del dubbio (maggio 2004)
- Un grande scienziato spiega che cosa è stata la conquista darwiniana,[35] in La Repubblica del 1º maggio 2004
- Perché quasi certamente Dio non esiste,[36] in MicroMega (febbraio 2007)

### Contributi
- Postfazione a Lawrence Krauss, L'Universo dal Nulla. Le rivoluzionarie scoperte che hanno cambiato le nostre basi scientifiche, 2013, Macro Edizioni (A Universe from Nothing, 2012, Simon & Schuster) ISBN 978-88-6229-586-4

## Documentari
- Nice Guys Finish First (1987)
- The Blind Watchmaker (1987)[37]
- Growing Up in the Universe (1991)
- Break the Science Barrier(1996)
- The Atheism Tapes (2004)
- The Root of All Evil? (2006)
- The Enemies of Reason (2007)
- The Genius of Charles Darwin (2008)
- Faith Schools Menace? (2010)
- Sex, Death and the Meaning of Life (2012)[38]
- The Unbelievers (2013)